# شیدر-اشوالنبرگ
شهر شیدر-اشوالنبرگ (به آلمانی: Schieder-Schwalenberg) در ایالت نوردراین-وستفالن در کشور آلمان واقع شده‌است.